# In-A-Gadda-Da-Leela
In-A-Gadda-Da-Leela (укр. У Лілейському Саду) — друга серія шостого сезону мультсеріалу "Футурама".
Автор сценарію: Каролін Преміш та Мет Ґрейнінґ
Режисер: Двейн Кері-Гілл

## Сюжет
Земля під загрозою знищення. Щоб врятувати Землю, Запп і Ліла вирушають у супутник V-GINY (укр. В-ГІНА) на невидимому кораблі. Після цього вони розбиваються на невідомій планеті. Лілу придавлює дерево, і Запп допомагає їй. Він каже Лілі, що Земля була знищена. Ліла втрачає надію на порятунок, але раптом зустрічає своїх друзів. Виявляється, що це Запп придавив її деревом, і насправді Земля не була знищена і що вони й далі на Землі.